# توماس مولينا
توماس مولينا (بالإسبانية: Tomás Molina)‏ (12 أبريل 1995 في الأرجنتين - ) هو لاعب كرة قدم أرجنتيني في مركز الهجوم. لعب مع هوراكان.

## وصلات خارجية
- توماس مولينا على موقع قاعدة بيانات كرة القدم.إي يو (الإنجليزية)
- توماس مولينا على موقع Soccerway.com (الإنجليزية)